# Храм Казанской иконы Божией Матери (Коканд)
Возможно одно и то же с Храм Святого Николая Чудотворца (Коканд)
Храм Казанской иконы Божией Матери — утраченный храм Русской православной церкви в Коканде.

## Строительство храма
Возведение храма, начавшееся в 1905 году, продолжалось два с половиной года, и было закончено в 1908 году. В начале 1908 года на храм были водружены кресты, а освящение состоялось 29 июня (12 июля).
По замыслу архитектора Григория Николаевича Васильева, храм должен был быть выполнен «в духе памятников русского деревянного зодчества XVII века, из коих наиболее типичные суть: церковь в селе Останкине, церковь святого Иоанна Предтечи в Толчкове, церковь святителя Иоанна Златоуста в Коровниках». Храм вмещал 400 прихожан. В храме, построенном на средства меценатов, кокандских купцов Полунина и Хабарова, было проведено электрическое освещение, что было редкостью для храмов в Средней Азии: электричеством освещалась в то время только Благовещенская церковь на вокзале в Ташкенте.
Церковь имела пять вытянутых лучковых куполов над средней частью, и еще один — над звонницей, прилегавшей к ней. Снаружи здание было украшено лепниной в восточном стиле. Двухъярусный иконостас в храме был изготовлен на пожертвования фирмы московской фирмы А. Н. Бардыгина.

#### Колокол "Генерал Скобелев"
Трехсотпудовый главный колокол храма был отлит из меди. Для того, чтобы изготовить его и малые колокола, были переплавлены пять пушек из кокандского дворца Худояр-хана. Разрешение на это было получено только через два года после того, как храм со звонницей был построен, по ходатайству клирика церкви Венедикта Багрянского, в 1910 году. Колокол был назван в честь генерала Скобелева, завоевавшего Кокандское ханство и ставшего первым губернатором Ферганской области, созданной на его месте. Таким образом, имя генерала прославлялось при каждом ударе колокола.

## Обновленчество, закрытие и снос
Во время существования обновленческой Ферганской епархии (1929—1933) являлся фактически ее кафедральным собором. Военный священник кокандского батальона Алексий Микулин, который был одним из освящавших храм в 1908 году священнослужителей, впоследствии перешел к обновленцам и с 9 октября 1927 года по декабрь 1929 года управлял Ферганской епархией.
В 1937 году (по другим данным, в 1934 году), храм был взорван.